# Joelja Martisova
Joelja Viktorovna Martisova (Russisch: Юлия Викторовна Мартисова) (Velikieje Loeki, 15 juni 1976) is een voormalig professioneel wielrenster uit Rusland. Ze vertegenwoordigde haar vaderland bij de Olympische Spelen van 2008 en eindigde daar als twaalfde in de wegwedstrijd.

## Palmares
2001
1e etappe Trophée d'Or Féminin
2005
7e etappe Tour de l'Aude Cycliste Féminin
2008
2e etappe Ronde van Limousin
2012
1e etappe Ronde van Adygeya

#### Kampioenschappen
| Kampioenschap   | 1998 |  | 2000  |  |  |  | 2004 | 2005 |  | 2007 | 2008 | 2009 | 2010   | 2011  | 2012 | 2013 |
| --------------- | ---- |  | ----- |  |  |  | ---- | ---- |  | ---- | ---- | ---- | ------ | ----- | ---- | ---- |
| NK tijdrit      |      |  | Brons |  |  |  |      | Goud |  | 6e   | Goud | 5e   |        |       | 8e   | 29e  |
| NK wegwedstrijd |      |  | Brons |  |  |  |      | Goud |  | 6e   | Goud | 8e   | Zilver | Brons | 7e   | 18e  |
| WK tijdrit      |      |  |       |  |  |  |      |      |  |      |      |      |        |       | 6e   |      |
| WK wegwedsttijd | 66e  |  | 41e   |  |  |  | DNF  | 74e  |  | 33e  | 10e  | 24e  | 40e    | 5e    | DNF  |      |
| OS wegwedstrijd |      |  |       |  |  |  |      |      |  |      | 12e  |      |        |       |      |      |

## Ploegen
- 2002 —  Itera (Rusland)
- 2003 —  Team Prato Marathon Bike (Rusland)
- 2005 —  P.M.B. Fenixs (Italië)
- 2006 —  Fenix - Colnago (Italië)
- 2007 —  A.S. Team FRW (Italië)
- 2008 —  Gauss RDZ Ormu (Italië)
- 2009 —  Gauss RDZ Ormu - Colnago (Italië)
- 2010 —  Gauss Rdz Ormu (Italië)
- 2011 —  Gauss (Italië)
- 2012 —  BePink (Italië)